# Bhardev
Bhardev – gaun wikas samiti w środkowej części Nepalu w strefie Bagmati w dystrykcie Lalitpur. Według nepalskiego spisu powszechnego z 2001 roku liczył on 369 gospodarstw domowych i 2068 mieszkańców (1056 kobiet i 1012 mężczyzn).